# Dawydowka (obwód woroneski)
Dawydowka (ros. Давыдовка) – osiedle typu miejskiego w Rosji, w obwodzie woroneskim, w rejonie liskińskim. W 2010 liczyło 5633 mieszkańców.

## Urodzeni
- Anatolij Filipczenko – radziecki wojskowy, kosmonauta.